# بلسم
البلسم أو المِجْزَاعَة جنس يضم نحو 850–1,000 نوع من النباتات المزهرة، وهو ينتشر في نصف الكرة الشمالي والمناطق المدارية انتشارًا واسعًا. جنس البلسم وجنس Hydrocera يكوننان فصيلة البلسميات.

## الوصف

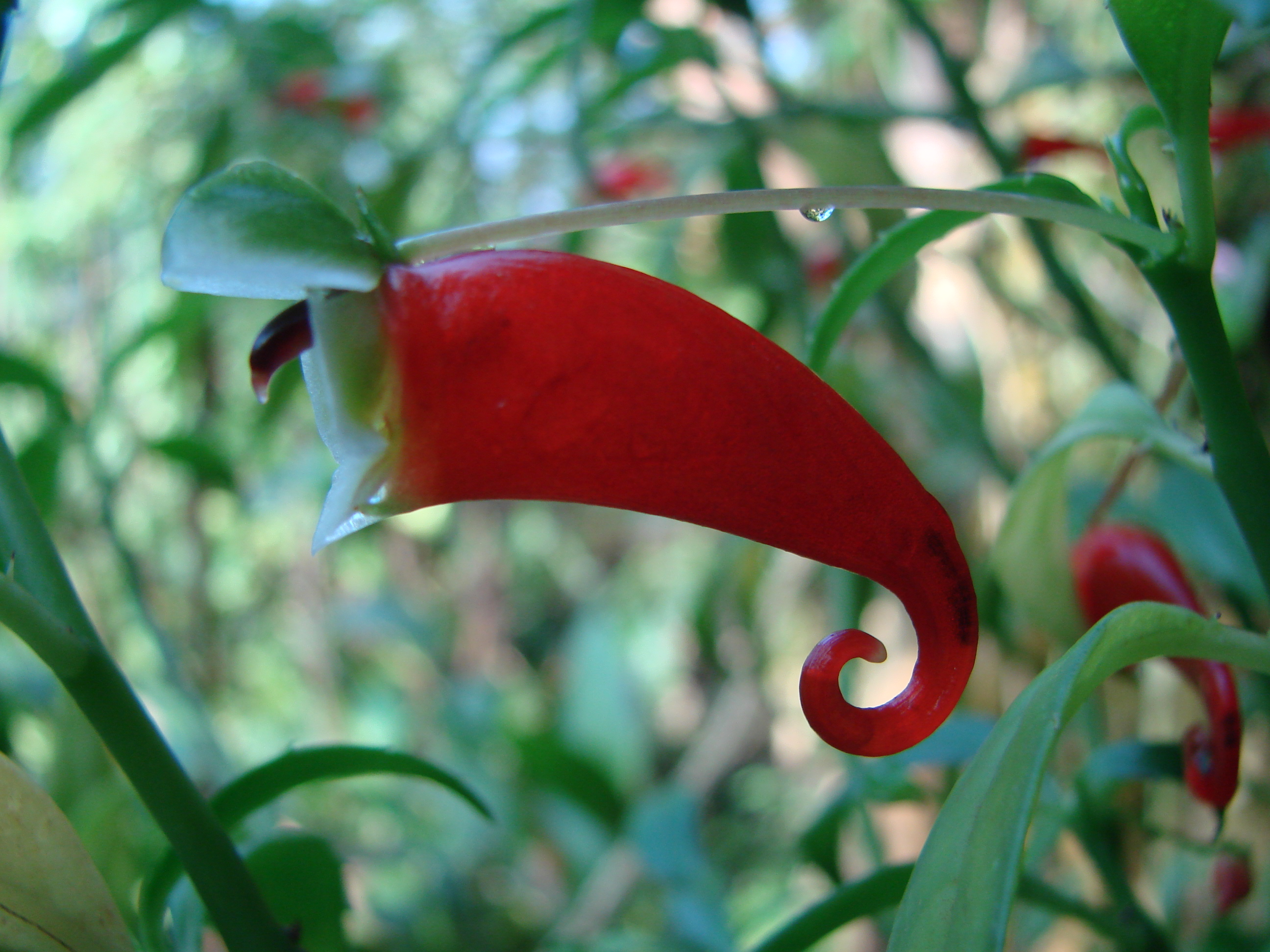
زهرة Impatiens paucidentata

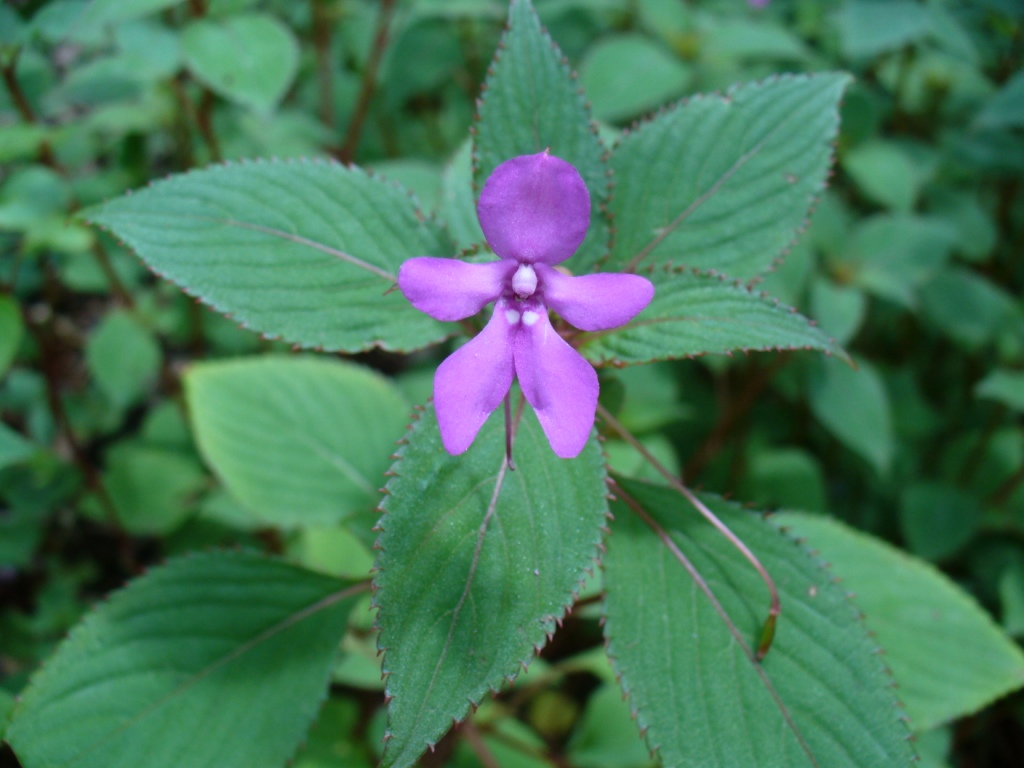
زهرة Impatiens zombensis

بعض الأنواع تكون نباتات حولية وتزهر من بداية الصيف وحتى بداية موسم التجمد، في حين أن أنواع النباتات المعمرة، الموجودة في المناخات الأفضل، يمكن أن تزهر طوال العام. وبغض النظر عن عمرها، تنمو أكبر النباتات التابعة لجنس البلسميات حتى طول مترين (تقريبًا 7 أقدام)، إلا أن أغلب هذه النباتات طولها أقل من نصف هذا الطول. وتكون الأوراق كاملة وبراقة، ويحتوي جانبها العلوي على جليدة سميكة وطاردة للمياه تمنحها ملمسًا دهنيًا. وعلى الجانب السفلي من الأوراق على وجه الخصوص، يتم احتجاز فقاعات الهواء الصغيرة فوق
وتحت سطح الورقة، مما يمنحها لمعانًا فضيًا يصبح أكثر وضوحًا عندما تكون الورقة تحت المياه.
وتتكون الأزهار، التي يصل طولها إلى 2–3 سم، نحو 1 بوصة، في معظم الأنواع من نتوء على شكل حدوة الفرس أو القرن في أغلب الأحوال، بحيث تكون البتلات العلوية على الأقل صغيرة بالمقارنة بغيرها، وبعضها تحتوي على شفة مهمازية بارزة، مما يسمح باستقرار الملقحات عليها. هناك أنواع أخرى، مثل Busy Lizzie (I. walleriana)، تحتوي على زهور مسطحة لها بتلات كبيرة بالإضافة إلى نتوء صغير يشبه إلى حد ما البنفسج (Viola)، رغم أنها من ثنائيات الفلقة غير ذات الصلة. وتحتوي بعض أنواع Impatiens القليلة على زهور متوسطة بين هذين النوعين الرئيسين.
وتشتق هذه النباتات اسمها العلمي Impatiens (وهي كلمة لاتينية تعني «مجزاع أو جزوع») والاسم الشائع لها «لا تلمسني» "touch-me-not" للإشارة إلى غشاء البذور الخاص بها. فعندما تصل تلك الأغشية إلى مرحلة النضج، فإنها «تنفجر» عندما يتم لمسها، مما يؤدي إلى نشر البذور لمسافة عدة أمتار. وهذه الآلية تعرف كذلك باسم «التفزر التفجري»، انظر أيضًا حركة النباتات السريعة.

## وصلات خارجية
- ABC Impatiens
- Flora of China: Impatiens species list
- Flora Europaea: Impatiens
- Flora of Madagascar: Impatiens species list
- GardenWeb Impatiens Forum
- http://www.econetwork.net/~wildmansteve/Plants.Folder/Jewelweed.html Identifying and harvesting edible and medicinal plants in wild (and not-so-wild) places (No longer valid)
- the vibrant world of Busy Lizzies, Balsams, and Touch-me-nots
- Jewelweed image
- UK National Plant Collection of Impatiens